# Domenica in albis

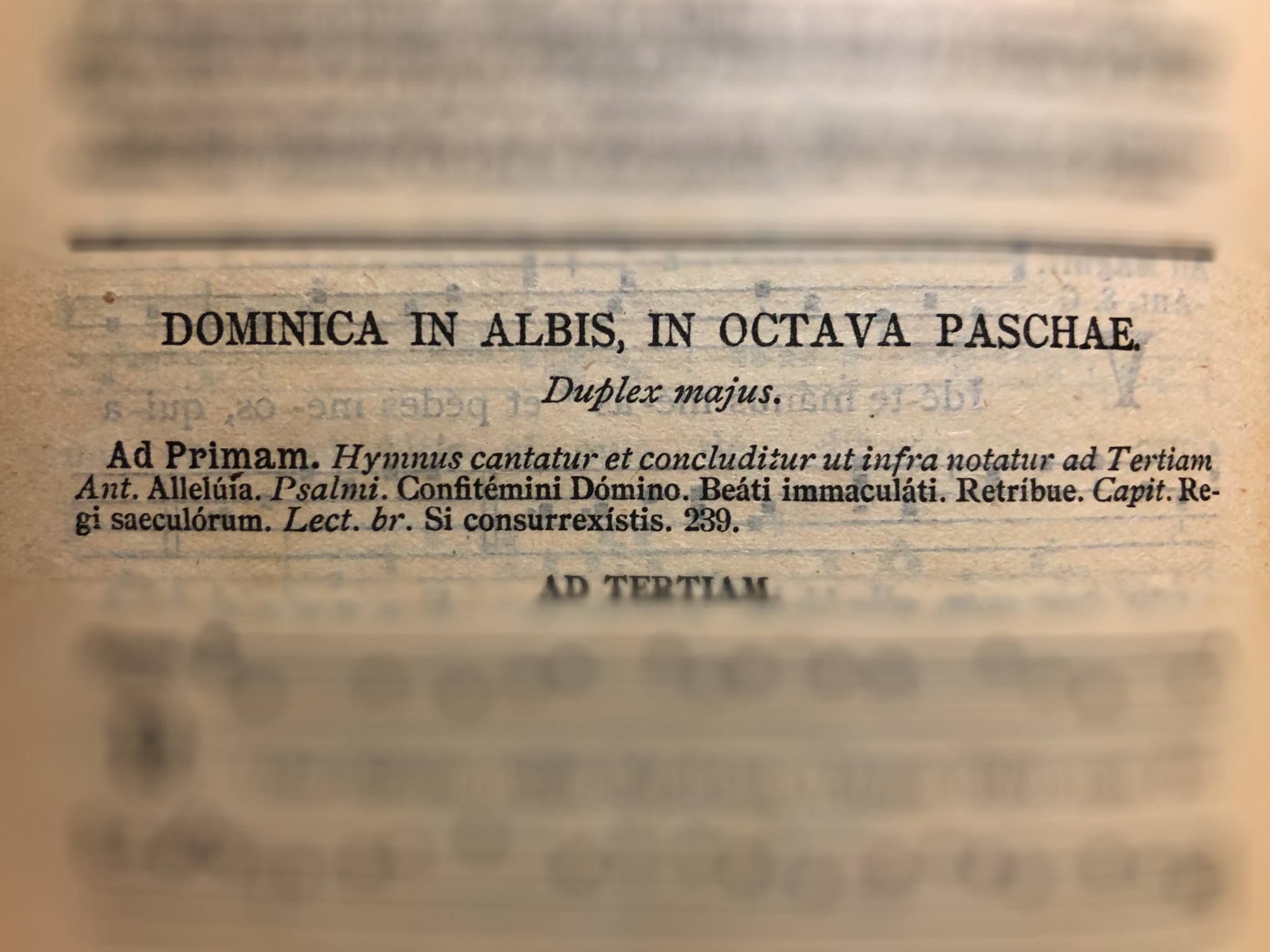
Il "titolo" della Domenica in Albis nel Liber usualis

La domenica in albis, chiamata anche seconda domenica di Pasqua o alternativamente domenica quasimodo, o domenica quasimodogeniti, è per i cristiani la domenica successiva a Pasqua che conclude quindi l'Ottava di Pasqua. In tutto il cristianesimo occidentale più in generale, questo giorno è anche conosciuto come la domenica bianca (in latino Dominica in albis), la domenica del Quasi modo, la domenica luminosa e la domenica bassa. Nel cristianesimo orientale, questo giorno è conosciuto come Antipascha, Nuova Domenica (o Domenica del Rinnovamento) e Domenica di Tommaso.
Dal 2000 la Chiesa cattolica celebra in questa data anche la domenica della divina misericordia.

## Denominazione
La locuzione latina in albis (vestibus), tradotta letteralmente, significa in bianche (vesti). Ai primi tempi della Chiesa, infatti, il battesimo era amministrato durante la notte di Pasqua, e i battezzandi indossavano una tunica bianca che portavano poi per tutta la settimana successiva, fino alla prima domenica dopo Pasqua, detta perciò "domenica in cui si depongono le vesti bianche" (in albis depositis o deponendis).
Nel Missale Romanum del 1570 questa domenica è chiamata dominica in octava Paschae, in quello del 1962 dominica in albis, in octava Paschae, in quelli del 1970 e del 1975 "Dominica II Paschae", in quello del 2002 (per decisione di Giovanni Paolo II annunciata il 30 Aprile 2000) Dominica II Paschae seu de divina Misericordia. L'Antiphonale Romanum del 2009 reca la dizione: "Dominica in octava Paschae" ("Dominica II Paschae seu de Divina Misericordia"). 
Il nome "quasimodo", invece, si riferisce all'introito proprio di questa domenica, Quasi modo. Questa denominazione è quella solitamente usata dai luterani. Dalla stessa denominazione prende il nome inoltre il personaggio di Quasimodo, protagonista del romanzo Notre-Dame de Paris di Victor Hugo, poiché sarebbe stato abbandonato proprio la domenica dopo Pasqua.
La Chiesa ortodossa usa il nome di "domenica di san Tommaso", perché in questo giorno viene letto il brano evangelico che parla dell'incredulità di san Tommaso (Gv 20,26-29), come avviene anche nella liturgia romana.

## Luteranesimo

### Liturgia

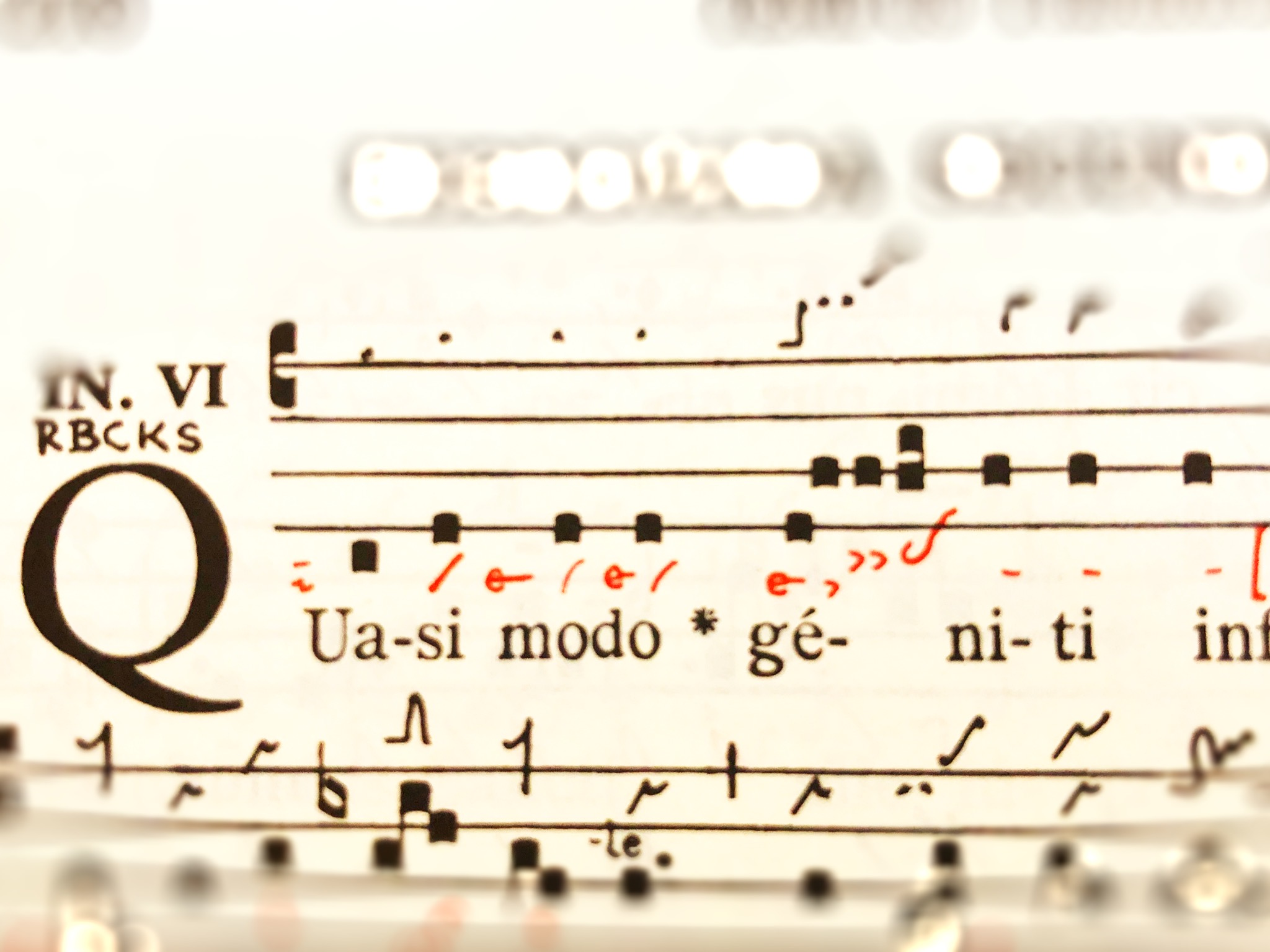

Quasimodogeniti è, nell'anno liturgico della Chiesa luterana, la prima domenica dopo Pasqua. Il nome deriva dall'antifona presa dal Messale romano cattolico: Quasi modo.
Così, nell'anno liturgico 2020, la Chiesa luterana in Italia ha introdotto questa celebrazione:
“Benedetto sia il Dio e Padre del nostro Signore Gesù Cristo, che nella sua grande misericordia ci ha fatti rinascere a una speranza viva mediante la risurrezione di Gesù Cristo dai morti.” Con le parole del versetto settimanale vi saluto cordialmente, all’inizio del nostro culto della I Domenica dopo Pasqua. Il nome liturgico di questa domenica è “Quasimodogeniti”, in italiano “come bambini neonati”. È di noi che parla questo versetto, tratto dalla I Lettera di Pietro: siamo noi, quelli nati nuovi, per mezzo della Resurrezione di Gesù Cristo, a Pasqua.

### Cantate per laQuasimodogeniti diJohann Sebastian Bach

#### CantataBWV 42
Am Abend aber desselbigen Sabbats (Alla sera dello stesso Shabbat)
La cantata Am Abend aber desselbigen Sabbats venne composta da Bach a Lipsia nel 1725 e fu eseguita per la prima volta l'8 aprile dello stesso anno in occasione della quasimodogeniti, la prima domenica dopo pasqua. La cantata venne nuovamente eseguita il 1º aprile 1731, il 1º aprile 1742 ed il 7 aprile 1743. Il testo è tratto dal vangelo secondo Giovanni, capitolo 20 verso 19, per il secondo movimento, da una poesia di Johann Michael Altenburg o di Jakob Fabricius per il quarto e da Martin Lutero per l'ultimo. L'autore del testi dei restanti movimenti è sconosciuto.
Il tema è tratto dal corale Verleih' uns Frieden gnadiglich, pubblicato da Martin Lutero nel suo Kirchē gesenge, mit vil schönen Psalmen unnd Melodey del 1531 e nel Geistliche Lieder di Joseph Klug del 1535. La melodia venne pubblicata nel Das christlich Kinderlied D. Martini Lutheri nel 1566.
La sinfonia di apertura deriva da una perduta cantata profana intitolata Der Himmel dacht auf Anhalts Ruhm und Glück e catalogata come BWV 66a, composta nel 1718 per celebrare il ventiquattresimo compleanno del principe Leopoldo di Anhalt-Köthen.

#### CantataBWV 67
Halt im Gedächtnis Jesum Christ (Conserva il ricordo di Gesù Cristo)
La cantata Halt im Gedächtnis Jesum Christ venne composta da Johann Sebastian Bach a Lipsia nel 1724 e fu eseguita per la prima volta il 16 aprile dello stesso anno in occasione della quasimodogeniti, la prima domenica dopo pasqua. Il libretto è tratto dalla seconda lettera a Timoteo, capitolo 2 versetto 8, per il primo movimento, da testi di Nikolaus Herman per il quarto, di Jakob Ebert per il settimo e da autore sconosciuto per i rimanenti.
Il tema musicale è tratto dagli inni Du Friedefürst, Herr Jesu Christ, pubblicato nel 1601 da compositore sconosciuto, e Erschienen ist der herrlich Tag, di Nikolaus Herman, pubblicato nel 1560.